# Stopello
Stopello war ein Volumenmaß und als sogenanntes Fruchtmaß (Getreidemaß) im Königreich Neapel im Gebrauch. 
- 1 Stopello = 3 Misure
- 4 Stopello = 1 Mezzetta

Die Maßkette war
- 1 Tomolo = 2 Mezzo tomoli/Mezzetti = 4 Quarti = 8 Stopelli = 24 Misure = 2784,48 Pariser Kubikzoll = 55,234 Liter